# Кировец (посёлок)
Кировец — посёлок в Среднеахтубинском районе Волгоградской области.
Входит в состав Кировского сельского поселения.

## География
С севера омывается рекой Ахтуба. Также на севере поселка находится заброшенный лагерь труда и отдыха. На южной окраине — ерик Пахотный. На востоке — поселок Бруны пересохший ерик Ситников. На западе — коттеджный посёлок «Лебяжья поляна»

### Улицы
| - ул. Ахтубинская - ул. Веселая - ул. Весенняя - ул. Дорожная - ул. Дружбы - ул. Есенина - ул. Заречная - ул. Зелёная - ул. Кавказская - ул. Коммунистическая - ул. Краснополянская - ул. Ленина - ул. Лесная | - ул. Ломоносова - ул. Майская - ул. Матросова - ул. Мира - ул. Набережная - ул. Новосельская - ул. Персиковая - ул. Песчаная - ул. Полевая - ул. Прибрежная - ул. Придорожная - ул. Приозерная | - ул. Прогонная - ул. Разина - ул. Рощинская - ул. Совхозная - ул. Степная - ул. Терешковой - ул. Тракторная - ул. Тупиковая - ул. Цветочная - ул. Шоссейная - ул. Юная - ул. Юности | - пер. Мирный - пер. Овражный - пер. Тихий - пер. Тракторный - пер. Фермерский |

## Население
| 2010 |
| ---- |
| 723  |